# .example
.example是一個域名，在1999年6月為互聯網工程任務組在RFC 2606中所保留，但在域名系統中，不可用作互聯網的頂級域名。

## 保留DNS名称
互联网工程任务组于1999年保留了 localhost、example、invalid和test四个域名标签，以免被安装入域名系统中的根区（root zone）。
之所以要保留这些顶级域是为了减少发生冲突和混淆的可能性。这限制了这些名称只能用于文档或本地测试场景之中。